# Sebenje
Sebenje – wieś w Słowenii, w gminie Tržič. W 2018 roku liczyła 424 mieszkańców.